# Villari (azienda)
Villari (precedentemente nota come Porcellane Villari) è un'azienda italiana specializzata in interior design. Fondato nel 1967 da Cesare e Silvia Villari a Solagna, Italia, VILLARI è un marchio internazionale di porcellana Made in Italy.

## Storia
Villari nasce nel 1967 dai due fondatori, Cesare Villari e Silvia Villari, come laboratorio artigianale di porcellana a Solagna, provincia di Vicenza, Italia. La famiglia Villari ha una lunga tradizione nella produzione e riproduzione delle più pregiate porcellane del XVIII e XIX secolo in stile barocco, capodimonte e neoclassico. Inizialmente Villari si concentrò sulla produzione di figurine in porcellana pregiata ispirate a Capodimonte. Cesare e Silvia Villari realizzarono i modelli, che furono poi riprodotti dagli artigiani.
Negli anni '70 l'azienda ha ampliato la propria linea di prodotti includendo tazze, vasi e lampadari decorati con fiori in porcellana realizzati a mano.
Nel 2000 Villari sviluppa una collezione dedicata alle riproduzioni di oggetti neoclassici, molti dei quali si trovano al Museo dell'Ermitage di San Pietroburgo. Nasce così la Collezione Grande Impero, che riprende le forme dello stile Impero diffusosi in Francia nella seconda fase del periodo neoclassico (tra XVIII e XIX secolo). Questi oggetti sono realizzati utilizzando tecniche tradizionali sia nella forma che nella decorazione.

## Collaborazione con artisti
Nel 1988 Cesare Villari realizza due opere su commissione dell'artista americano della pop art Jeff Koons: "San Giovanni Battista", una libera interpretazione del "San Giovanni Battista" di Leonardo Da Vinci, prodotta in quattro esemplari.
L'altra statua a grandezza naturale, "Michael Jackson and Bubbles", raffigura Michael Jackson con il suo piccolo scimpanzé, dipinta interamente in foglia d'oro 24 carati. È stata prodotta in cinque esemplari.
Il 15 maggio 2001, una delle cinque copie di "Michael Jackson and Bubbles" fu messa all'asta e venduta a un collezionista anonimo per 5.615.000 dollari da Sotheby's - New York. Queste opere sono state esposte in vari musei in tutto il mondo, tra cui il Museo Guggenheim di Bilbao, Monaco di Baviera, Colonia, Berlino, Guggenheim e il MOMA di San Francisco. Attualmente una delle copie è esposta al MOMA, il Museo d'Arte Moderna di San Francisco, in California. Nel 1998 Cesare Villari ha realizzato un'edizione limitata di 3.000 pezzi del Puppy Vase, sempre per l'artista Jeff Koons.
Le collaborazioni più recenti di VILLARI con artisti e designer includono Fabio Novembre, Ferruccio Laviani, Li-Jen Shih, Giulio Gianturco, CQ Studio, Elena Xausa, Ramz (About Abdul Al-Romaizan).

## Operazioni
Le porcellane Villari sono prodotte a mano interamente in Italia. Il marchio Villari è distribuito in tutto il mondo attraverso boutique monomarca nelle principali capitali del mondo come Dubai (Dubai Mall), Londra (Harrods), Istanbul, Pechino e altre.
Presso la sede di Solagna è presente uno showroom dove sono esposte tutte le collezioni Villari dal passato al presente. I prodotti Villari includono illuminazione, porcellana fine, decorazioni per la casa, prodotti per la tavola, accessori per il bagno, fragranze per la casa, candele profumate, regali aziendali, collezioni di architetti e designer e gioielli.